# ウフドの戦い
ウフドの戦い（アラビア語: غزوة أحد, ラテン文字転写: Ġazwat Uḥud）はイスラム創成期に置ける重要な戦いの一つ。クライシュ族の拠るメッカと、メッカを追放されたムハンマドを受け入れたメディナの間で625年3月23日に起き、メッカ側の勝利に終わった戦い。
のち627年 ハンダクの戦いにてムハンマドは攻勢する。

## 背景
624年、イスラム側はバドルの戦いにおいて圧倒的有利であったはずのメッカ軍を破って勝利を収めており、イスラムとムハンマドの名声は周囲に轟いていた。これに焦ったメッカ側はメディナ市内のユダヤ教徒に目を付け、メディナ側の内部分裂を画策する一方で、指導者のアブー・スフヤーンは勇猛なアラブ騎兵200を含む3,000の軍勢を率いてメディナ郊外のウフド山に布陣した。
兵の質量ともに劣るメディナ側は始めは籠城論が主流だったが、メディナ市内のユダヤ教徒の動向だけが不安材料だった。そこでムハンマドは野戦を決意して出陣し、戦いに向かう途中でユダヤ教徒をメディナに帰らせてムスリムだけの軍勢を整えた。ユダヤ教徒を去らせた結果、ムハンマドの手元に残った兵力は僅か700人であり、馬は2頭しかいなかった。しかし、ムハンマドに心から付き従う者だけが残ったために士気は最高潮に達していた。

## 戦況
メッカ軍の騎兵の突撃を恐れたイスラム軍は弓兵隊を整え、従来アラブで恒例とされた一騎討ちを禁止した。戦闘はムハンマドの思惑通りに進み、50人からなる弓隊は本陣を守り抜いて騎兵の突撃を防ぎ、歩兵同士の乱戦は士気において勝るイスラム側の圧倒的な優勢のうちに進んだ。
しかし、メッカ軍の歩兵が潰走を始めたことにより状況が一変する。本陣を守っていた弓隊が持ち場を離れて追撃を開始し、メッカ側のアラブ騎兵が本陣に突撃する隙を与えてしまった。ムハンマドの叔父であったハムザ・イブン・アブド・アル＝ムッタリブが戦死、ムハンマド自身も負傷し、預言者が死んだという報せを聞いたイスラム軍は動揺して壊乱した。
戦いに勝ったメッカ軍はそのままメディナ攻略に移ることは無く撤退した。これはメディナ市内のユダヤ教徒と改めて連携を取るためであったが、この時点でムハンマドの生死が確認できなかったことを用心したためでもあった。

## 戦後
メッカ軍撤退後、ウフド山に籠って必死の抵抗を続けていたイスラム軍はムハンマドとともにメディナへと帰還した。この敗戦によってユダヤ教徒の離反が起きたが、ムハンマドの彼らに対する処置は主立った者に財産を持たせてメディナを退去させることのみに留めている。また、この敗戦によって若者が数多く死んだことで、メディナの防衛能力は低下していた。このためメッカ側は懸賞金をかけて遊牧民（ベドウィン）にメディナを襲撃させ、ムハンマドはこれへの対応にも悩まされることになった。また、追放されたユダヤ教徒が勢力を挽回してメディナを包囲するという事件も起きている。しかし、結果だけを見ればこれらの苦難はイスラムの結束力を高めるのに寄与した。
またこの時期になると、相次ぐ戦いによって夫を失った寡婦や娘たちがいた。これらの女性たちの法定後見人になった者たちの中で、気に入った被後見の女性と婚資を払わずに結婚しようとしたり、財産の分配を恐れて他へ嫁がせないようにして孤児の財産を奪うような動きがあった。この時、啓示（クルアーン　婦人の章3節）が下されたが、その内容は「気に入った女性を娶ってもかまわないが、婚資は同じように支払え、そして二人、三人、四人を娶っても良いが、同じ（平等）ように婚資が支払えないなら、現在の妻一人にせよ」というものである。この啓示が、以後、イスラーム教徒の四人妻制限として適用されることになった。また預言者が四人を超える妻を持っていることに関する啓示（部族連合の章51~53）が下ったが、「預言者が現在娶っている妻について離縁するか、しないかを選択し、選択後は妻を変えたり、娶ったりできない」との内容で、啓示時期についてはヒジュラ暦8年説が多数説であることから、最終的に預言者が以後は妻を増やすことも、娶ることもできないとされた。アラブは一夫多妻であったことがクルアーンによって証明され、イスラムはそれを制限したと解釈される。
ムハンマド自身も後に2代目カリフとなるウマルの娘ハフサを娶っている。また自らの2人の娘であるウンム・クルスームを後の3代目カリフウスマーンと、ファーティマを後の4代目カリフ・アリーとそれぞれ結婚させるなど、一夫多妻の導入は敗戦によって一時的に低下したムハンマドの指導力を婚姻によって強化することも容易にした。